# Bảo tàng Chính thống giáo đô thành trưởng Warszawa
Bảo tàng Chính thống Thủ đô Warsaw (tiếng Ba Lan: Muzeum Warszawskiej Metropolii Prawosławnej) là một bảo tàng tọa lạc tại số 4 phố Thánh Cyril và Methodius, Warsaw, Ba Lan. Bảo tàng bố trí triển lãm bên trong Trung tâm Văn hóa Chính thống giáo. Bảo tàng Chính thống Thủ đô Warsaw có một chi nhánh là Bảo tàng Biểu tượng, tọa lạc ở số 5 phố Lelechowska, quận Ochota, chi nhánh này được khánh thành vào năm 2011.

## Lịch sử
Những ý tưởng đầu tiên về việc thành lập một viện bảo tàng giáo phận ở Warsaw đã nảy sinh vào cuối thập niên 1950 - đầu thập niên 1960. Bảo tàng Chính thống Thủ đô Warsaw chính thức được thành lập vào năm 1983. Bảo tàng không có trụ sở chính trong một thời gian dài. Bảo tàng hoạt động trở lại vào năm 2007 tại số 52 đại lộ "Solidarności". Chín năm sau, các bộ sưu tập của bảo tàng được chuyển đến trưng bày tại trụ sở mới ở tầng trệt của tòa nhà ở số 4 Phố Thánh Cyril và Methodius.

## Triển lãm
Bộ sưu tập của Bảo tàng Chính thống Thủ đô Warsaw bao gồm linh ảnh, thánh giá, lễ phục, sách và các hiện vật khác có liên quan đến di sản văn hóa và tinh thần của Giáo hội Chính thống giáo.